# Bahnhof Duivendrecht
Der Bahnhof Duivendrecht ist ein Turmbahnhof der niederländischen Bahngesellschaft NS in der Gemeinde Ouder-Amstel, nahe dem Dorf Duivendrecht, südlich der niederländischen Hauptstadt Amsterdam. Die Station wird von Zügen des Fern- und Nahverkehrs und der Amsterdamer Metro bedient. Er dient hauptsächlich als Umsteigebahnhof und wird täglich von 9459 (2024) Passagieren genutzt.

## Geschichte
Der Bahnhof wurde im Mai 1993 eröffnet, als die "Ringspoorbaan", welche Teil der Bahnstrecke Weesp–Leiden ist, auf dem Abschnitt zwischen den Bahnhöfen Amsterdam RAI und Weesp für den Verkehr freigegeben wurde. Der Bahnhof wurde gebaut, um Umsteigemöglichkeiten zwischen den Bahnhöfen der Ringspoorbaan und der kreuzenden Bahnstrecke Amsterdam–Arnheim zu gewähren. Von Anfang an hielten am Bahnhof auch die Metrolinien M50 und M54. Der ICE-International zwischen Frankfurt am Main und Amsterdam Centraal hielt hier bis 2007 vereinzelt. Im Dezember 2006 wurde das Überführungsbauwerk Utrechtboog fertiggestellt. Seitdem bedienen weniger Züge Duivendrecht, da der Utrechtboog die Notwendigkeit des Umstiegs von Utrecht in Richtung Amsterdam Zuid und Schiphol Airport beseitigte.

## Lage

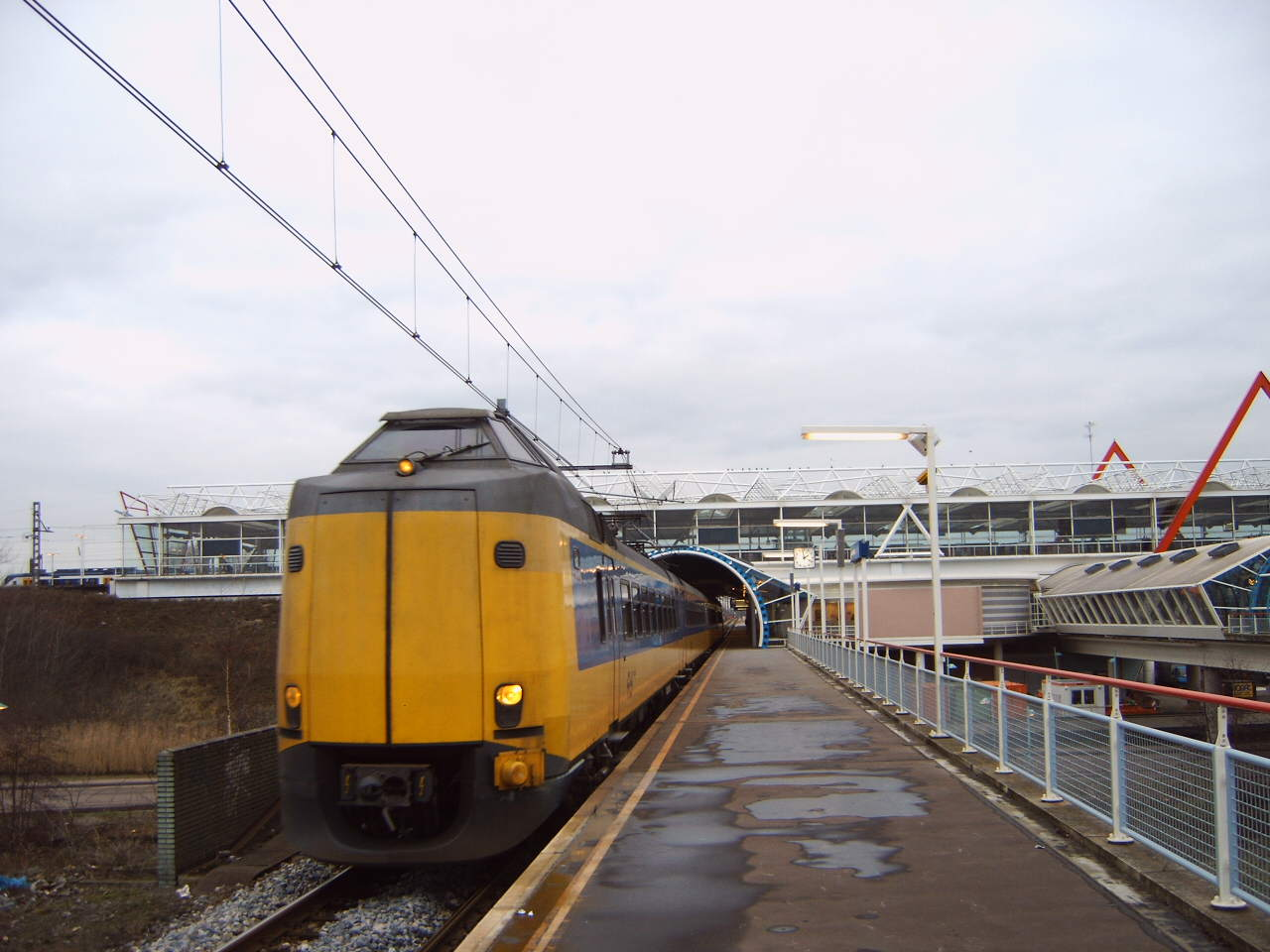
Ein Zug auf der unteren Ebene. Im Hintergrund liegt die obere Ebene

Der Bahnhof befindet sich etwa 8 km südöstlich vom Amsterdamer Hauptbahnhof. Er befindet sich in Nähe der Amsterdam Arena in der Gemeinde Ouder-Amstel und benachbart dem Amsterdamer Stadtteil Zuidoost.

## Bahnhof

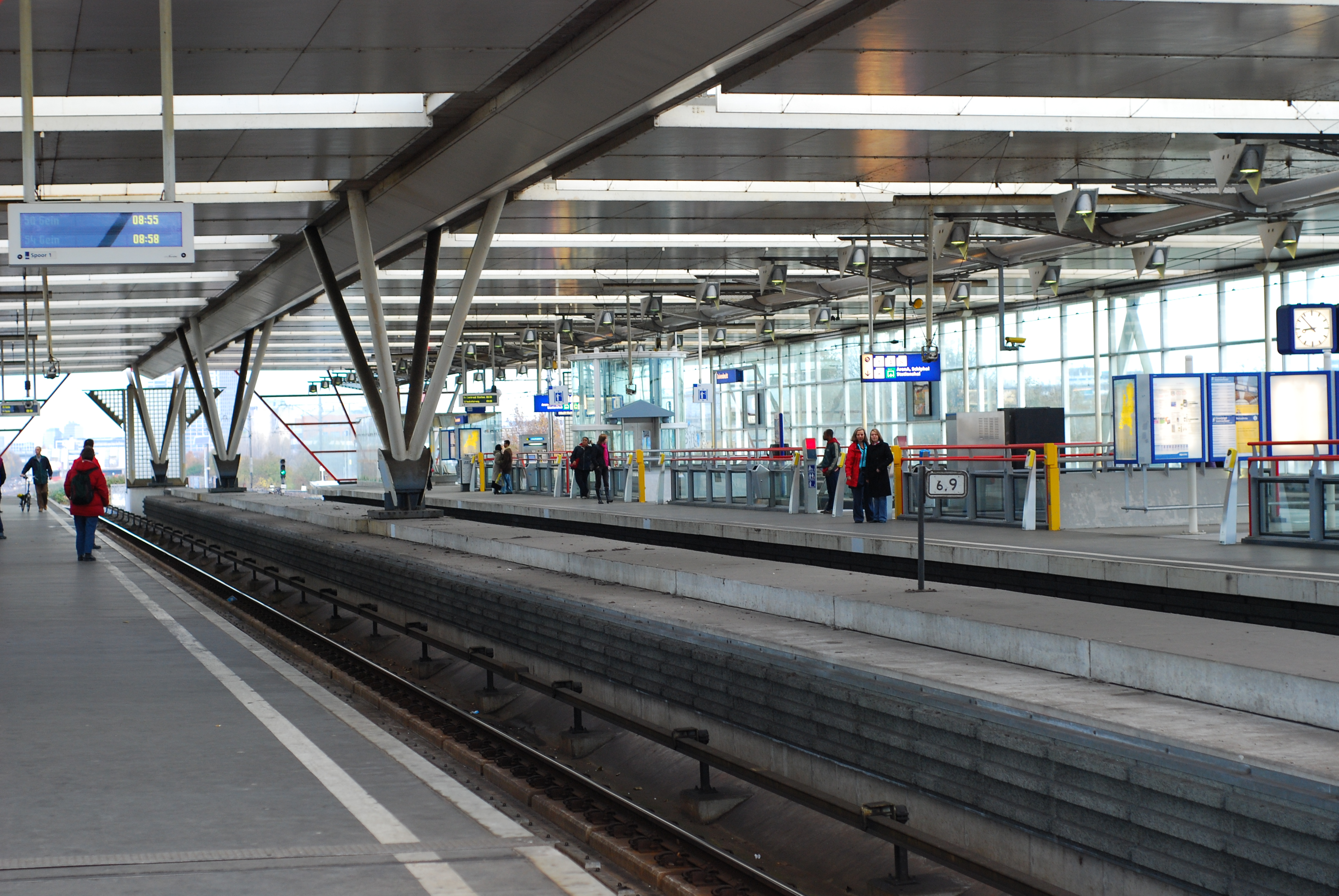
Die obere Ebene des Bahnhofs

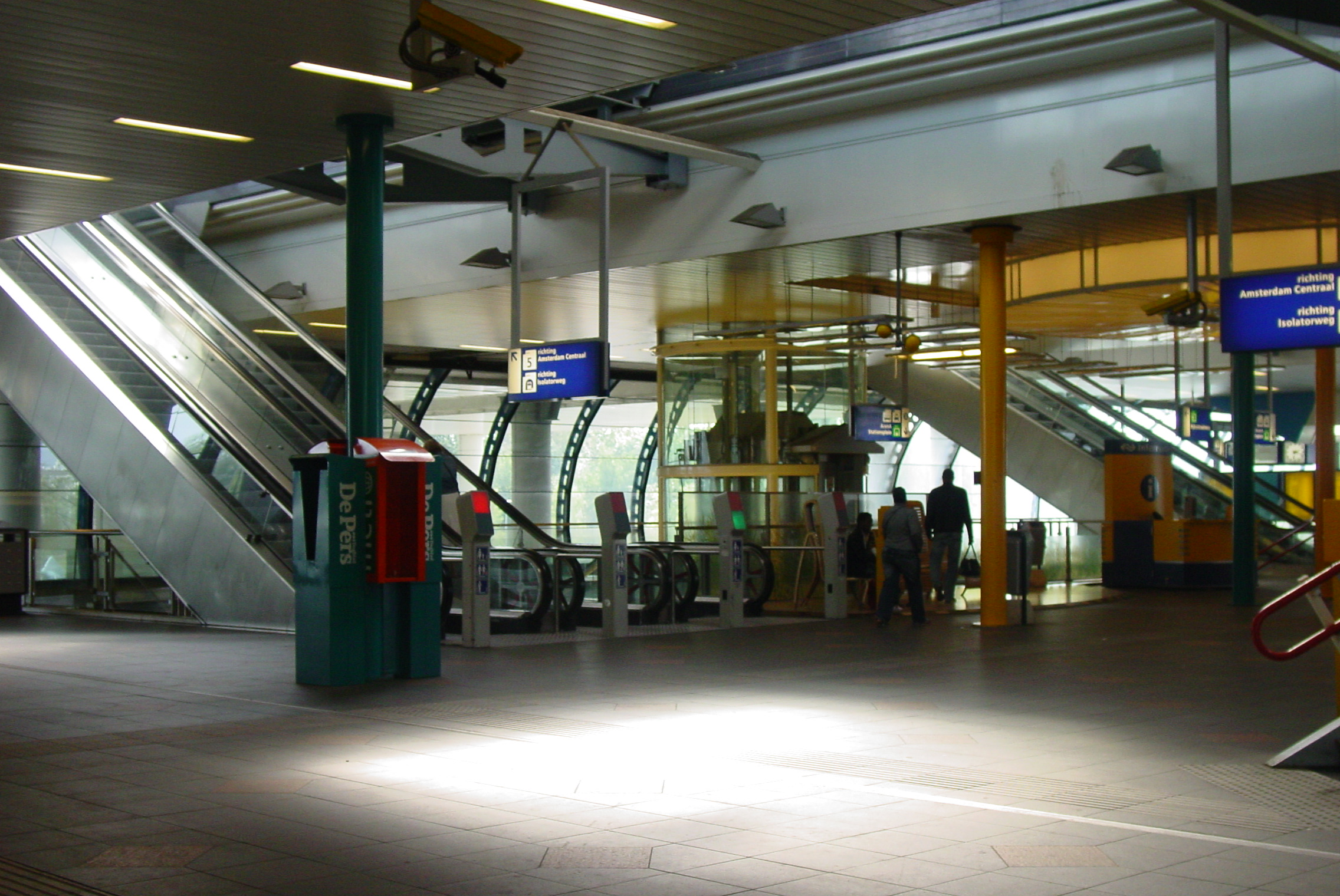
Die untere Ebene mit Rolltreppen zur oberen Ebene

Der Bahnhof ist ein Turmbahnhof, welcher sechs Gleise an vier Bahnsteigen beherbergt. Auf der oberen Ebene befinden sich jeweils an einem Mittelbahnsteig ein Gleis der Metro und eines für den Nah- beziehungsweise Fernverkehr, so dass zwischen den Zügen und der Metro schnell und ohne Umwege umgestiegen werden kann.
Auf der unteren Ebene beherbergt der Bahnhof zwei Gleise an zwei Seitenbahnsteigen. Der Bahnhof wird außerdem noch unter der Tiefebene von der Metrolinie 53 Richtung „Gaasperplas“ geschnitten. Diese hält jedoch nicht an der Station.

## Streckenverbindungen
Folgende Linien bedienen den Bahnhof Duivendrecht im Jahresfahrplan 2022:
- obere Ebene:

| Zugtyp   | Linienverlauf | Frequenz |
| -------- | --- | --- |
| Sprinter | Uitgeest – Zaandam – Amsterdam Centraal – Duivendrecht – Breukelen – Woerden – Gouda – Rotterdam Centraal                       | halbstündlich                                                                                                  |
| Sprinter | Uitgeest – Zaandam – Amsterdam Centraal – Duivendrecht – Breukelen – Utrecht Centraal – Driebergen-Zeist (– Veenendaal Centrum) | halbstündlich (fährt nicht nach 20 Uhr; fährt nur in der HVZ zwischen Driebergen-Zeist und Veenendaal Centrum) |

- untere Ebene:

| Zugtyp    | Linienverlauf | Frequenz                                |
| --------- | --- | --------------------------------------- |
| Intercity | Schiphol Airport – Amsterdam Zuid – Duivendrecht – Amersfoort Centraal – Deventer – Hengelo – Enschede                                                        | stündlich                               |
| Intercity | Lelystad Centrum – Almere Centrum – Duivendrecht – Amsterdam Zuid – Schiphol Airport – Leiden Centraal – Den Haag HS – Delft – Rotterdam Centraal – Dordrecht | halbstündlich (fährt nicht nach 20 Uhr) |
| Intercity | Schiphol Airport – Amsterdam Zuid – Duivendrecht – Hilversum – Amersfoort Centraal – Amersfoort Schothorst                                                    | stündlich                               |
| Sprinter  | Hoofddorp – Schiphol Airport – Amsterdam Zuid – Duivendrecht – Weesp – Almere Centrum – Almere Oostvaarders                                                   | halbstündlich                           |
| Sprinter  | Utrecht Centraal – Hilversum – Weesp – Duivendrecht – Amsterdam Zuid – Schiphol Airport – Hoofddorp                                                           | halbstündlich (fährt nicht nach 20 Uhr) |